# Кралство Литва
Самостоятелно Литовско кралство проъществува за кратко двукратно в европейската история. Литовска монархия съществува от 1251 до 1263 и отново едва през 1918. За пръв литовски крал е коронован Миндаугас, но статутът на кралство е загубен след убийството на краля през 1263. Другите монарси на Литва са посочени като Велики херцози, въпреки че тяхното състояние и самочувствие е почти идентично с това на крал. Два пъти са правени опити да се възстанови кралство - от Витаутас Велики през 1430 и от Съвета на Литва през 1918.

## Крал Миндаугас
В началото на 13 век, Литва е обитавана от различни езически балтийските племена, които започват да се организират в конфедерация, наречена Велико херцогство Литва. До 1230 като лидер на Великото херцогство се очертава Миндаугас. През 1249 избухва вътрешна война между него и племенниците му Таутвилас и Едивидас, като всяка страна търси чуждестранни съюзници Миндаугас успява да убеди ливонските мечоносци не само да му предоставят военна помощ, но също така и да му осигурят кралската корона на Литва в замяна на неговото обръщане към католицизма и някои земи в Западна Литва. Статутът на кралство е провъзгласен на 17 юли 1251 г., когато Епископа на Хелмно изпълнява заръката на Инокентий IV да короняса Миндаугас През 1255 Миндаугас получава разрешение от Александър IV да короняса сина си като крал на Литва.
Коронацията и съюзът с ливонските рицари осигурява период на мир между Литва и Ливония. През това време литовците разширяват владенията си на изток, докато Ливония опитал да завладее Жемайтия. Подведен от племенника си Tрениота, Миндаугас нарушава мира с Ордена и е победен в битка през 1259 г. и отново при Дурбе през 1260. Конфликтът довежда до убийството на Миндаугас и двама от синовете му през 1263. Страната се връща към езичество и статута на кралство е загубен докато не приеме отново християнството. Покръстването на Литва настъпва едва през 1387).

## Опити да се възстанови кралството
Великият херцог Витаутас Велики (Управлявал 1392-1430) опитва да получи кралска корона против волята на суверена си полско-литовския крал. След обсъждане на Конгреса в Луцк, той действително е обявен за крал, а Литва за кралство от Сигизмунд Люксембургски през 1430, но кралската корона, която е изпратена от Сигизмунд на Витаутас, е заловена от полските благородници. Скоро след това Витаутас умира, без да бъде коронясан за крал.
След като Литва обявява независимост през февруари 1918 г., монархията е възстановена и 2-рия Херцог на Урах е издигнат за крал под името Миндаугас II. Въпреки това, монархията е краткотрайна и новия крал никога не посещава Литва. Кралство Литва става клиент на Немската империя и след поражението на Германия в Първата световна война през есента на 1918 г., идеята за монархия е изоставена в полза на демократична република.